# César Roberty
César Augusto Roberty Moreno (ur. 9 września 1986) – wenezuelski zapaśnik. Trzykrotny uczestnik mistrzostw świata, szesnasty w 2009. Brązowy medal na mistrzostwach panamerykańskich w 2007 i 2014, a także na igrzyskach Ameryki Południowej w 2010. Drugie miejsce na igrzyskach boliwaryjskich w 2009 i trzecie w 2013 roku.
Zapaśnik Ricardo Roberty to jego brat a José Díaz to kuzyn, szwagierką jest zapaśniczka Marcia Andrades.